# TOICA
TOICA (トイカ Toika?) es una tarjeta inteligente recargable sin contacto emitida por la compañía ferroviaria japonesa JR Central, que sirve como monedero electrónico para pagar el billete en diversas redes de transporte público y también para hacer compras en máquinas expendedoras y establecimientos comerciales. 

Logotipo de TOICA.

Entró en servicio en el área metropolitana de Chūkyō (Gran Nagoya) el 25 de noviembre de 2006, y su área operativa se ha ido ampliando progresivamente desde entonces. Desde 2013 se puede utilizar en las principales ciudades de Japón, ya que está integrada en el Servicio Nacional de Uso Mutuo (全国相互利用サービス Zenkoku Sōgo Riyō Sābisu?), un sistema que permite el uso recíproco y la interoperabilidad entre las tarjetas inteligentes de transporte con funcionalidad de monedero electrónico más utilizadas del país. Al igual que la tarjeta Suica de JR East y la ICOCA de JR West, incorpora una tecnología RFID desarrollada por Sony que se denomina FeliCa.
En diciembre de 2007, un año después de su lanzamiento, se habían emitido 350.000 tarjetas y el 50% de los usuarios (y el 70% de los titulares de abonos de transporte) del área metropolitana de Nagoya la utilizaban. En la primavera de 2023 se alcanzaron los 3,27 millones de tarjetas emitidas.
TOICA es un acrónimo de Tōkai IC Card («tarjeta de circuito integrado de Tōkai»). Sus mascotas son dos pollitos amarillos, uno grande y otro pequeño, que no tienen nombre ni apodo oficial.

## Tipos
Existen los siguientes tipos de tarjetas TOICA:

### TOICA estándar

#### TOICA (para adultos)

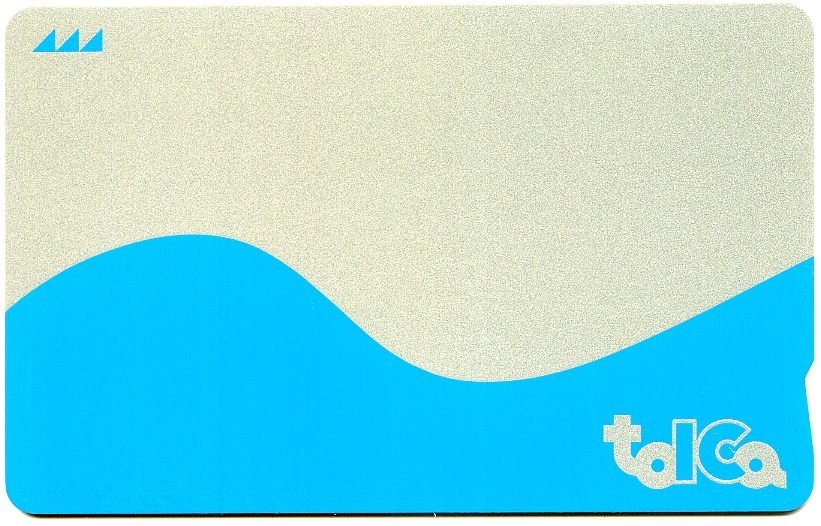
Una tarjeta TOICA de primera generación (hasta 2016), sin los dos pollitos.

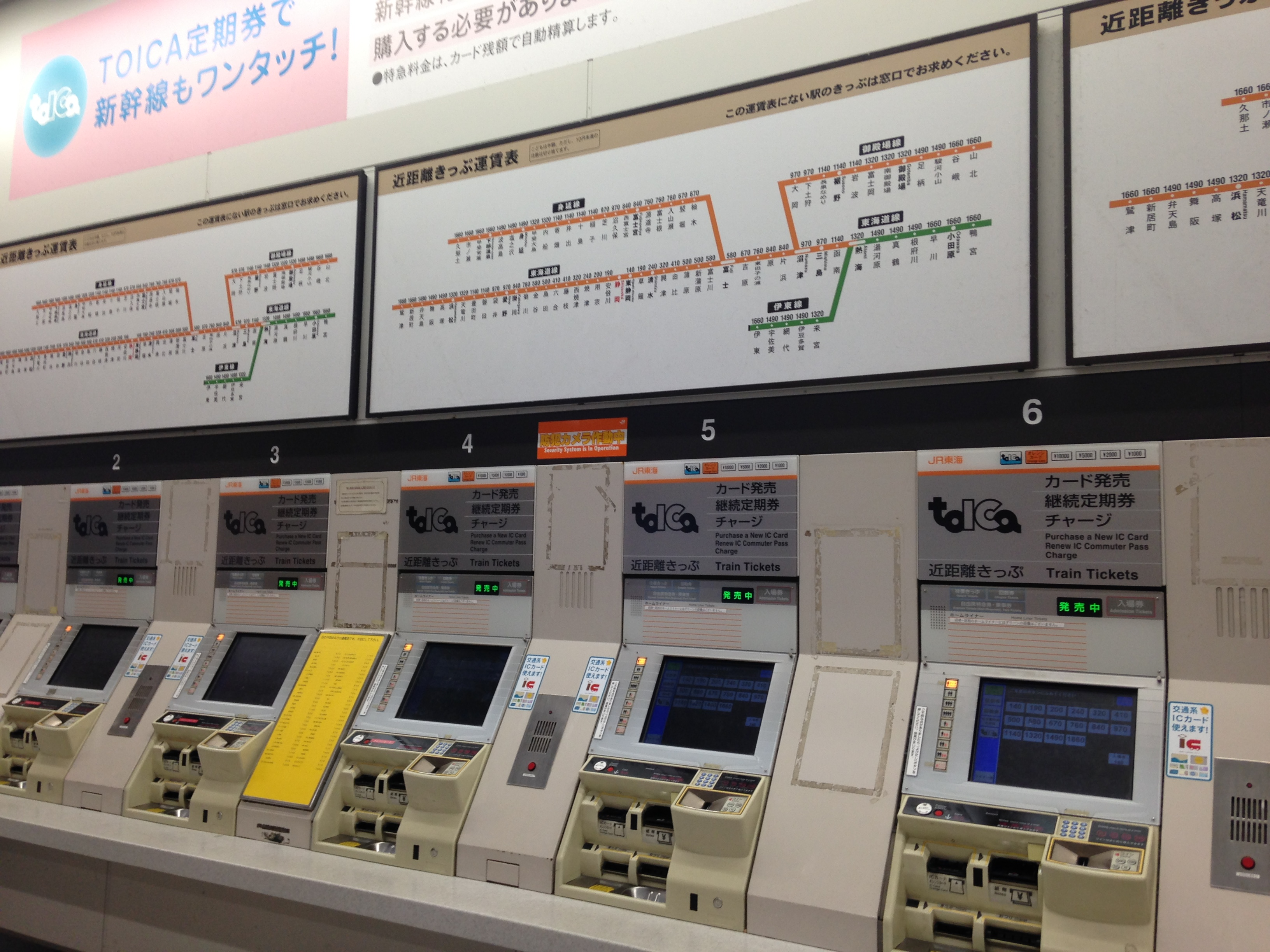
Máquinas automáticas de billetes para adquirir y recargar la TOICA en la estación de Shizuoka.

Es una tarjeta estándar de prepago con funcionalidad de monedero electrónico que se puede comprar en las máquinas expendedoras de billetes y en los mostradores de atención al público de las estaciones de la zona operativa de TOICA. Su precio de venta es de 2.000 yenes, en los que se incluyen 500 yenes en concepto de fianza (que se devuelven si se devuelve la tarjeta), por lo que desde el momento de la compra el usuario dispone de un saldo de 1.500 yenes para viajar. Sólo se puede comprar al contado.
Tiene dos versiones: anónima y nominativa. A diferencia de Suica y manaca, carece de programa de puntos por kilometraje y tampoco tiene sistema de recarga automática.
La tarjeta tiene un diseño bicolor (azul claro sobre fondo plateado), con el logotipo de TOICA en la esquina inferior derecha y los dos pollitos de TOICA en la parte superior de una línea ondulada, que hace referencia al litoral de la región de Tōkai (bahía de Ise, mar de Enshū y bahía de Suruga). Las tarjetas más antiguas, anteriores a 2016, no incluían los personajes de los pollitos.

#### TOICA (para niños)
Es una versión infantil de la tarjeta estándar que aplica automáticamente una tarifa infantil reducida al utilizarla en el transporte público. La tarjeta es nominativa y es necesario presentar en el momento de su compra un certificado oficial (tarjeta sanitaria, pasaporte, etc.) en el que figuren el nombre y la fecha de nacimiento del titular. La tarjeta es válida hasta el 31 de marzo del año en que el niño cumple los 12 años, momento en que ya no podrá utilizarse y se reembolsará sin coste alguno.

### TOICA con abono de transporte
Es una tarjeta TOICA estándar en la que está cargado un abono de transporte válido para un trayecto determinado y un período de uno, tres o seis meses, que permite viajar de manera ilimitada entre las estaciones especificadas. Existe una versión para adultos y otra para niños. Hay abonos específicos para trabajadores, así como para estudiantes de secundaria, bachillerato y universidad. El precio de venta para nuevas altas corresponde a la tarifa del abono de transporte, a la que se suma un importe de 500 yenes en concepto de fianza. Los abonos de transporte para adultos se pueden adquirir en las máquinas expendedoras de billetes y en los mostradores de las estaciones de la zona TOICA. El pago también se puede realizar con tarjeta de crédito, si bien la fianza debe abonarse siempre en efectivo. En caso de pérdida, es posible reemitirla, aunque se cobra una tasa.
El abono de transporte se puede cargar con posterioridad a la compra de una tarjeta TOICA ordinaria y también es posible eliminarlo cuando haya pasado su período de validez.
Se puede utilizar para viajar fuera de la ruta cubierta por el abono, pues basta con acercar la tarjeta al lector de los tornos de las estaciones de origen y de destino para que el sistema calcule automáticamente el importe correspondiente al trayecto recorrido por la zona no cubierta, que se deducirá del saldo de la tarjeta.

## Uso

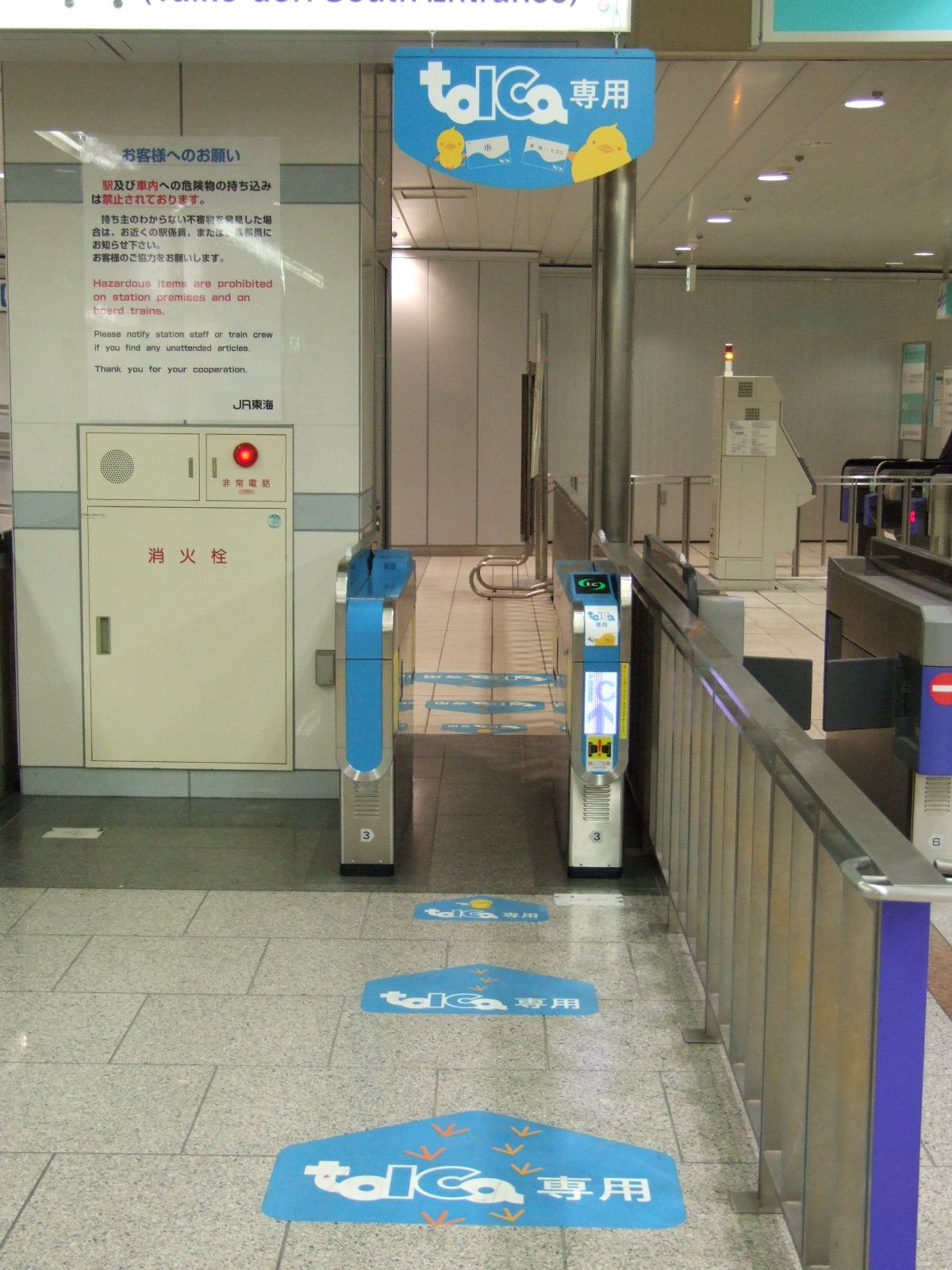
Tornos automáticos para TOICA en la estación de Nagoya.

La tarjeta TOICA es una tarjeta monedero de prepago que permite a los usuarios abonar sus desplazamientos en diversas redes de transporte público y realizar compras en comercios adheridos al Servicio Nacional de Uso Mutuo con el dinero que previamente hayan cargado en ella.
Para utilizar la TOICA, basta con pasarla por el lector de la canceladora automática durante aproximadamente un segundo. La tecnología incorporada en la tarjeta permite que se pueda leer a poca distancia o incluso cuando está dentro de una cartera o una funda, por lo que no es imprescindible que haya contacto entre esta y el lector. No obstante, las instrucciones oficiales del operador recomiendan a los usuarios que la tarjeta toque el lector para asegurarse de que se encuentra dentro del radio de alcance del dispositivo (unos 10 cm) y evitar así errores de lectura. También se recomienda no llevar más de una tarjeta inteligente en la cartera, ya que pueden producirse errores o registrarse la entrada en una tarjeta distinta a la que se pretende o en varias a la vez. El saldo disponible aparecerá en la pantalla del torno. En el caso de la TOICA con abono de cercanías, también se mostrará la fecha de caducidad del abono durante los 14 días anteriores a la misma.
Dado que la tarjeta es de prepago, deberá disponer de un saldo superior o igual al importe del trayecto mínimo. Una vez dentro de la red de transporte, el sistema autentica al usuario y abre una sesión en la tarjeta introduciendo el nombre de la estación de origen. Al salir de la red, el usuario debe repetir la operación en los tornos de la estación de destino. En ese momento, el sistema informático conoce el trayecto realizado por el usuario y descuenta de la tarjeta el importe correspondiente a la distancia recorrida. Si no hay suficiente saldo en la tarjeta para abonar el viaje realizado no se podrá pasar por los tornos de salida, por lo que habrá que recargarla en las máquinas de ajuste de tarifas que se sitúan antes de estos tornos.
La tarjeta TOICA quedará automáticamente invalidada si no se utiliza durante un período de 10 años, y su saldo no podrá reembolsarse.

### Carga

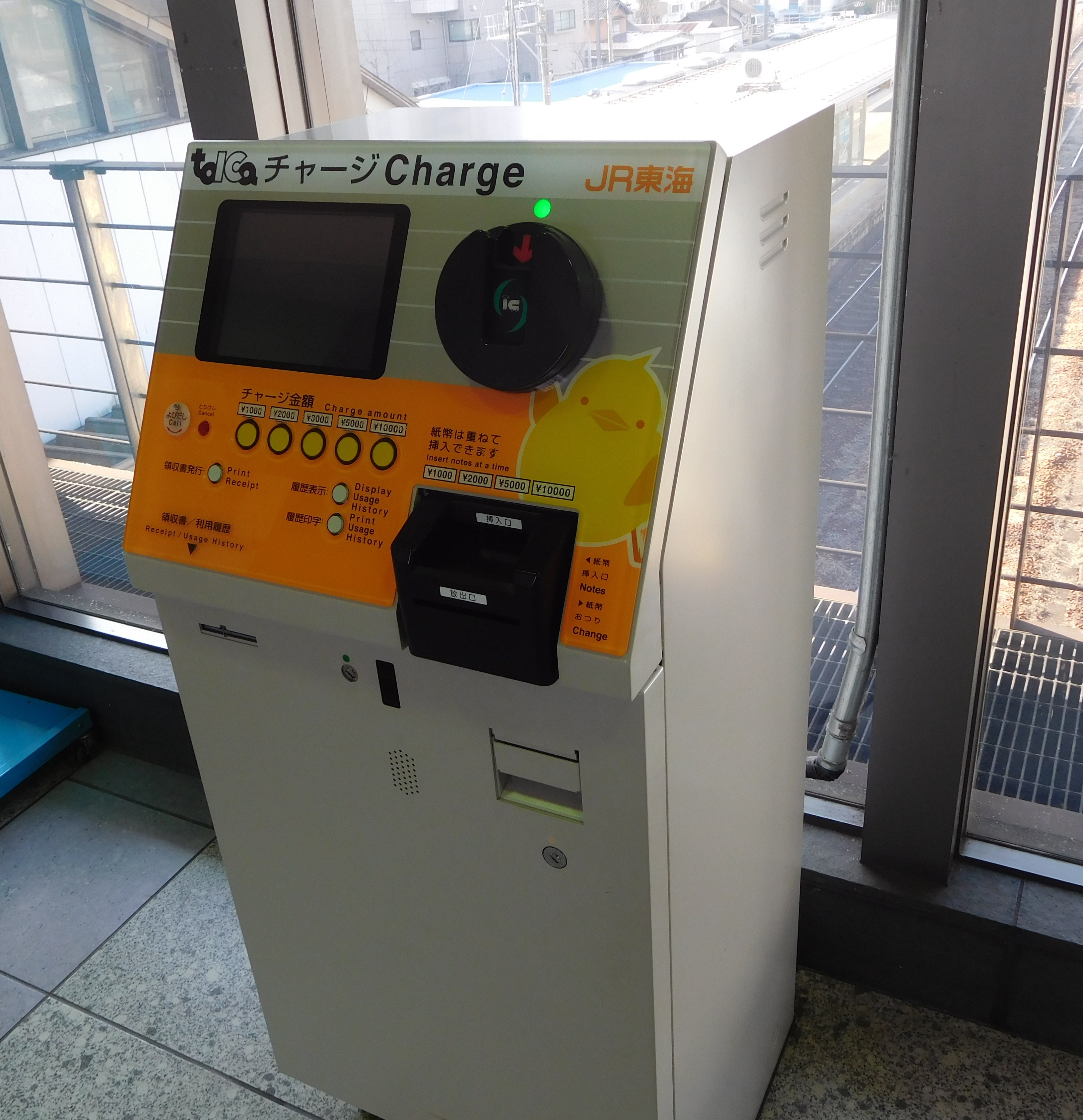
Máquina de recarga en la estación de Mino-Ōta.

El saldo de las tarjetas TOICA puede recargarse en las máquinas expendedoras de billetes compatibles con tarjetas inteligentes, en las máquinas de pago automático, en las máquinas de recarga específicas y en los mostradores de atención al público de las estaciones de ferrocarril de su área. Pueden hacerse recargas en incrementos de 500, 1.000, 2.000, 3.000, 5.000 y 10.000 yenes, hasta un saldo máximo de 20.000 yenes por tarjeta. Sin embargo, dichas recargas sólo pueden hacerse con dinero en efectivo, no con tarjeta de crédito (es la única tarjeta del grupo JR que no lo permite). A partir del 29 de marzo de 2008, también pueden recargarse en los establecimientos comerciales adheridos al Servicio Nacional de Uso Mutuo.
La tarjeta almacena un historial de uso que se puede consultar e imprimir en las máquinas expendedoras de billetes y máquinas de recarga.

## Área operativa

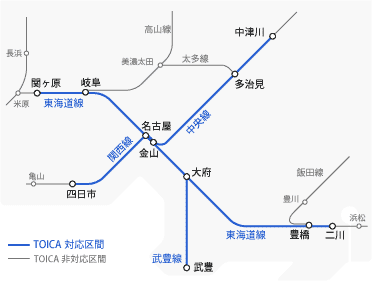
La zona de introducción inicial de TOICA.

La tarjeta TOICA se puede utilizar en las líneas operadas por JR Central de las siguientes zonas (2022):
- Línea principal Tōkaidō, entre Atami y Maibara (toda la línea operada por JR Central).
  - Incluye el ramal entre Ōgaki y Mino-Akasaka.
  - Al este de Atami y al oeste de Maibara, las estaciones funcionan con Suica o ICOCA.
- Línea Gotemba, entre Kōzu y Numazu (toda la línea).
  - Al este de Kōzu, las estaciones funcionan con Suica.
- Línea Minobu, entre Fuji y Nishi-Fujinomiya.
- Línea Iida, entre Toyohashi y Toyokawa.
- Línea Taketoyo, entre Ōbu y Taketoyo (toda la línea).
- Línea principal Chūō, entre Nagoya y Nakatsugawa.
- Línea principal de Kansai, entre Nagoya y Kameyama (toda la línea operada por JR Central).
  - Al oeste de Kameyama, las estaciones funcionan con ICOCA.
- Línea principal Takayama, entre Gifu y Mino-Ōta.
- Línea Taita, entre Mino-Ōta y Tajimi (toda la línea).

Desde 2018, TOICA también funciona en la Línea Circular de Aichi (Aikan).

## Interoperabilidad

Esquema de interoperabilidad.

Desde el 23 de marzo de 2013, TOICA es compatible con otras ocho tarjetas inteligentes de gran difusión en Japón, por lo que se puede utilizar en todo el país en el marco del Servicio Nacional de Uso Mutuo. Así, puede usarse indistintamente con las tarjetas manaca, Suica (incluida Mobile Suica), PASMO, ICOCA, SUGOCA, Kitaca, nimoca y Hayakaken. No obstante, aunque las tarjetas se pueden usar indistintamente dentro de una misma zona, no son válidas para realizar viajes entre distintas zonas, para lo cual se deberá comprar previamente un billete.
Previamente a la implantación de la interoperabilidad a escala nacional, TOICA comenzó a ser interoperable con Suica e ICOCA en marzo de 2008 y con SUGOCA en marzo de 2011.
Los sistemas de tarjetas inteligentes de la prefectura de Shizuoka, concretamente LuLuCa (Shizuoka Railway) y Nice Pass (Enshū Railway), aún no están integrados.
Aunque no existe ningún servicio de tarjeta virtual que permita utilizar las funciones de la TOICA en el teléfono móvil, los titulares de tarjetas Mobile Suica, Mobile PASMO y Mobile ICOCA pueden utilizar su dispositivo en la zona TOICA para viajar en las líneas operadas por JR y utilizarlo como monedero electrónico.

## Dinero electrónico

El logotipo «IC» del Servicio Nacional de Uso Mutuo.

La tarjeta TOICA permite realizar compras en quioscos, máquinas expendedoras, tiendas de conveniencia y otros establecimientos comerciales de todo el país. Además, se puede utilizar para abonar el importe de consignas y aparcamientos de coches y bicicletas. El monedero electrónico de TOICA se puede utilizar en aquellos establecimientos que muestren el distintivo «IC» del Servicio Nacional de Uso Mutuo.
Este servicio se puso en marcha el 13 de marzo de 2010 en un total de 585 establecimientos, incluidas algunas tiendas y máquinas expendedoras de las estaciones Nozomi de la línea Tōkaidō Shinkansen y de las estaciones de Shizuoka, Hamamatsu y Toyohashi. Aquel mismo día se integró con los servicios de dinero electrónico de Suica e ICOCA, de modo que se pudo comenzar a utilizar en los establecimientos del área metropolitana de Tokio y de la región de Kansai que ya aceptaban estas tarjetas. Desde entonces, este servicio se ha ido expandiendo gradualmente y, en 2013, coincidiendo con la puesta en marcha del uso mutuo de las tarjetas inteligentes en las distintas redes de transporte, se amplió también el ámbito de uso mutuo del servicio de monedero electrónico.
A fecha de 2024, TOICA no ofrece un programa de puntos por uso como ocurre con otras tarjetas de transporte. Tampoco se han emitido TOICA con tarjetas de crédito integradas.